# کوچو هرناندز
کوچو هرناندز (انگلیسی: Cucho Hernández؛ زادهٔ ۲۰ آوریل ۱۹۹۹) بازیکن فوتبال اهل کلمبیا است که در پست مهاجم یا وینگر برای باشگاه فوتبال کلمبوس کرو در لیگ برتر فوتبال ایالات متحده آمریکا بازی می‌کند.
وی همچنین در تیم‌های ملی فوتبال زیر ۲۰ سال کلمبیا و کلمبیا بازی کرده‌است.